# Formel-E-Rennstrecke Montreal
Die Formel-E-Rennstrecke Montreal war ein temporärer Stadtkurs für Rennen der FIA-Formel-E-Meisterschaft in Montreal. Am 29. Juli 2017 fand im Rahmen der Saison 2016/17 der Montreal ePrix 2017 auf dem Kurs statt. 

## Streckenverlauf
Der 2,75 km lange Kurs führte über öffentliche Straßen rund um das Maison de Radio-Canada. Er verlief im Uhrzeigersinn und bestand aus 14 Kurven. Der Boulevard René-Lévesque fungierte dabei als Start-Ziel-Gerade.

## Veranstaltungen
Der Montreal ePrix 2017 war das Saisonfinale der FIA-Formel-E-Meisterschaft 2016/17. Im Rahmen der Veranstaltung wurden zwei Läufe ausgetragen. Das Rennen wurde in den folgenden Jahren nicht wiederholt.

## Kritik
Obwohl der Kurs bei den Fahrern im Vorfeld großen Anklang fand, gab es seitens der Anwohner Beschwerden: Zufahrten zu Häusern und Geschäften in der Stadt wurden blockiert, zu diesem Zeitpunkt gab es zudem bereits an einer Vielzahl von Baustellen im Bereich der Innenstadt. Auch die hohen Kosten und die mangelnde Kompensation von Einnahmeausfällen für anliegende Geschäftsleute führten zu Kritik. Die Verlegung des Rennens auf den nur rund zwei Kilometer entfernten Circuit Gilles Villeneuve wurde seitens der Verantwortlichen abgelehnt.
Angesichts der Kosten für den Bau der Rennstrecke sowie die Durchführung des Rennens von rund 40 Millionen Dollar, spielte die Veranstaltung eine große Rolle im Bürgermeisterwahlkampf 2017. Valérie Plante, die neue Bürgermeisterin der Stadt Montreal, entschied den auf sechs Jahre ausgelegten Vertrag mit der FIA-Formel-E-Meisterschaft nach nur einem Jahr einseitig zu kündigen. Titelsponsor Hydro-Quebec hatte bereits im Vorfeld wegen zu geringer Zuschauerzahlen und TV-Quoten den Vertrag nicht verlängert.